# Matt Sharp
Matt Kelly Sharp (Bangkok, 22 settembre 1969) è un bassista statunitense, membro fondatore ed ex-componente dei Weezer ed attuale membro dei The Rentals, gruppo da lui fondato nel 1994.

## Discografia

### Con i Weezer
- 1994 - Weezer
- 1996 - Pinkerton

### Con i The Rentals
- 1995 - Return of the Rentals
- 1999 - Seven More Minutes
- 2007 - The Last Little Life EP
- 2009 - Songs About Time
- 2011 - Resilience: A Benefit Album for the Relief Effort in Japan
- 2014 - Lost in Alphaville
- 2020 - Q36

### Carriera Solista
- 2003 - Puckett's Versus the Country Boy
- 2004 - Matt Sharp